# Gerichtsbezirk Stainz

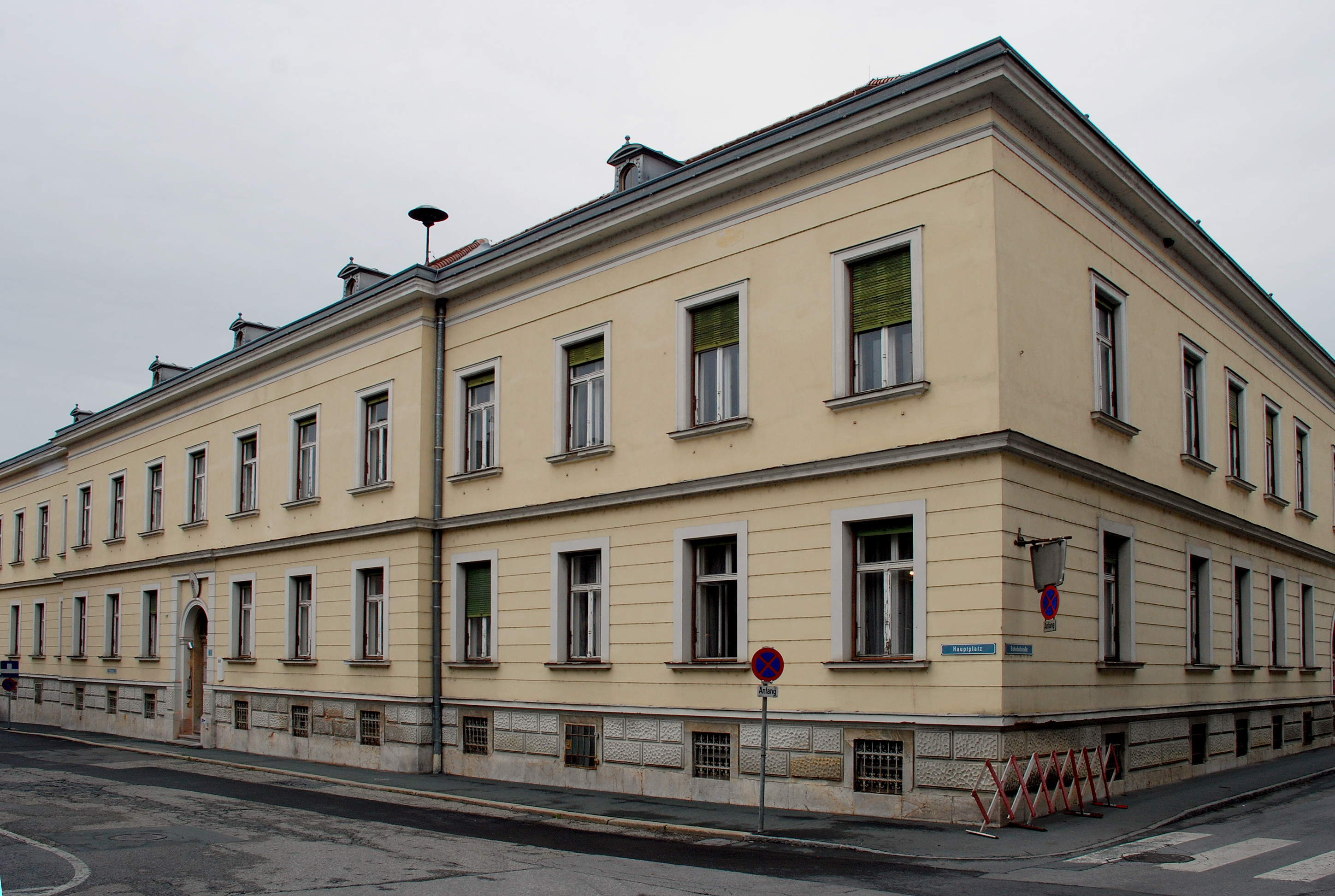
Bezirksgericht Stainz

Der Gerichtsbezirk Stainz war bis 30. Juni 2014 ein dem Bezirksgericht Stainz unterstehender Gerichtsbezirk im Bundesland Steiermark. Er umfasste den nördlichen Teil des politischen Bezirks Deutschlandsberg. Mit 1. Juli 2014 wurde der Gerichtsbezirk Stainz aufgelöst und mit dem Gerichtsbezirk Deutschlandsberg zusammengelegt.
Bis zum 26. März 2015, dem Abschluss der Umbauarbeiten im Gerichtsgebäude von Deutschlandsberg, wurde das ehemalige Gerichtsgebäude in Stainz noch als Nebenstelle des Bezirksgerichtes Deutschlandsberg geführt.

## Geschichte
Der Gerichtsbezirk Stainz wurde durch eine 1849 beschlossene Kundmachung der Landes-Gerichts-Einführungs-Kommission geschaffen. Ursprünglich umfasste er die 38 Gemeinden Blumegg, Breitenbach, Ettendorf, Gams, Gamsgebirg, Gersdorf, Gießenberg, Grafendorf, Graggerer, Graschuh, Greisdorf, Gundersdorf, Herbersdorf, Kothvogel, Lannach, Lasselsdorf, Mettersdorf, Neudorf, Neurath, Niedergams, Pichling, Pirkhof, Raßach, Roßegg, Sierling, St. Josef, St. Stefan, Stainz, Stallhof, Teipel, Tobisegg, Trog, Vochera, Wald, Wetzelsdorf, Wieselsdorf, Wildbach und Zirknitz.
Der Gerichtsbezirk Stainz bildete im Zuge der Trennung der politischen von der judikativen Verwaltung ab 1868 gemeinsam mit den Gerichtsbezirken Deutsch-Landsberg und Eibiswald den Bezirk Deutsch-Landsberg.
Mit Wirkung ab 1. Jänner 1889 wurde die Gemeinde Wildbach aus dem Sprengel des Bezirksgerichtes Stainz gelöst und dem Gerichtsbezirk Deutschlandsberg zugewiesen.
Mit 1. Juli 2014 wurde der Gerichtsbezirk aufgelöst und die Gemeinden dem Gerichtsbezirk Deutschlandsberg zugewiesen.

## Gerichtssprengel
Der Gerichtsbezirk Stainz umfasste nach Gemeindezusammenlegungen mit den zwölf Gemeinden Bad Gams, Georgsberg, Greisdorf, Gundersdorf, Lannach, Marhof, Rassach, Sankt Josef, Sankt Stefan ob Stainz, Stainz, Stainztal und Stallhof den nördlichen Teil des Bezirks Deutschlandsberg.